# Raná (Chrudimi járás)
Raná település Csehországban, a Chrudimi járásban. Raná Vojtěchov, Mrákotín, Skuteč, Pokřikov, Hlinsko és Holetín településekkel határos. Lakosainak száma 366 fő (2024. január 1.).

## Népesség
A település lakosságának változását az alábbi diagram mutatja:
| Lakosok száma | 614  | 600  | 644  | 545  | 419  | 366  | 372  | 368  | 346  | 366  |
|               | 1869 | 1890 | 1921 | 1950 | 1980 | 2001 | 2017 | 2019 | 2022 | 2024 |